# Spongites absimile
Spongites absimile (Foslie & M.A. Howe) Afonso-Carrillo, 1988  é o nome botânico  de uma espécie de algas vermelhas pluricelulares do gênero Spongites, família Corallinaceae, subfamília Mastophoroideae.
- São algas marinhas encontradas na Espanha, Japão e em algumas ilhas do Atlântico (Canárias e Cabo Verde).

## Sinonímia
- Lithophyllum absimile  Foslie & M.A. Howe, 1907